# والدهوف-فالکنشتاین
والدهوف-فالکنشتاین (به آلمانی: Waldhof-Falkenstein) یک شهر در آلمان است که در بیتبورگ-پروم واقع شده‌است.